# فرانزیسکا شنک
فرانزیسکا شنک (انگلیسی: Franziska Schenk؛ زادهٔ ۱۳ مارس ۱۹۷۴) اسکیت‌باز سرعت، و مجری تلویزیون اهل آلمان است.